# Urheilupuisto (métro d'Helsinki)
Urheilupuisto (en finnois : Urheilupuisto et en suédois : Idrottsparken) est une station de la ligne M1 du métro d'Helsinki. Elle est située au 2 Jousenpuistonkatu, en limite des quartiers Niittykumpu et Tapiola dans le district de Suur-Tapiola de la municipalité d'Espoo, près d'Helsinki en Finlande.
Mise en service en 2017, elle est desservie par les rames de la ligne M1 et dessert notamment le complexe sportif de Tapiola.

## Situation sur le réseau

Plan du métro.

Établie en souterrain, la station Niittykumpu est située au point kilométrique (PK) 3,0 de la branche centrale de l'unique ligne du métro d'Helsinki, avant la station Tapiola, en direction de la branche vers Vuosaari, et après la station Niittykumpu en direction de Matinkylä.
Elle dispose d'un quai central encadré par les deux voies de la ligne.

## Histoire
La station Urheilupuisto est mise en service le 18 novembre 2017, lors de l'ouverture à l'exploitation du prolongement de Ruoholahti à Matinkylä. Elle est due au cabinet d'architectes HKP Oy.

## Services aux voyageurs

### Accès et accueil
Elle dispose d'une entrée ouest et une entrée est (ouverte en février 2020). L'ensemble de ses accès et installations sont accessibles aux personnes à la mobilité réduite.

### Desserte
Urheilupuisto est desservie par les rames de la ligne M1 entre Matinkylä et Vuosaari.

Installations et desserte
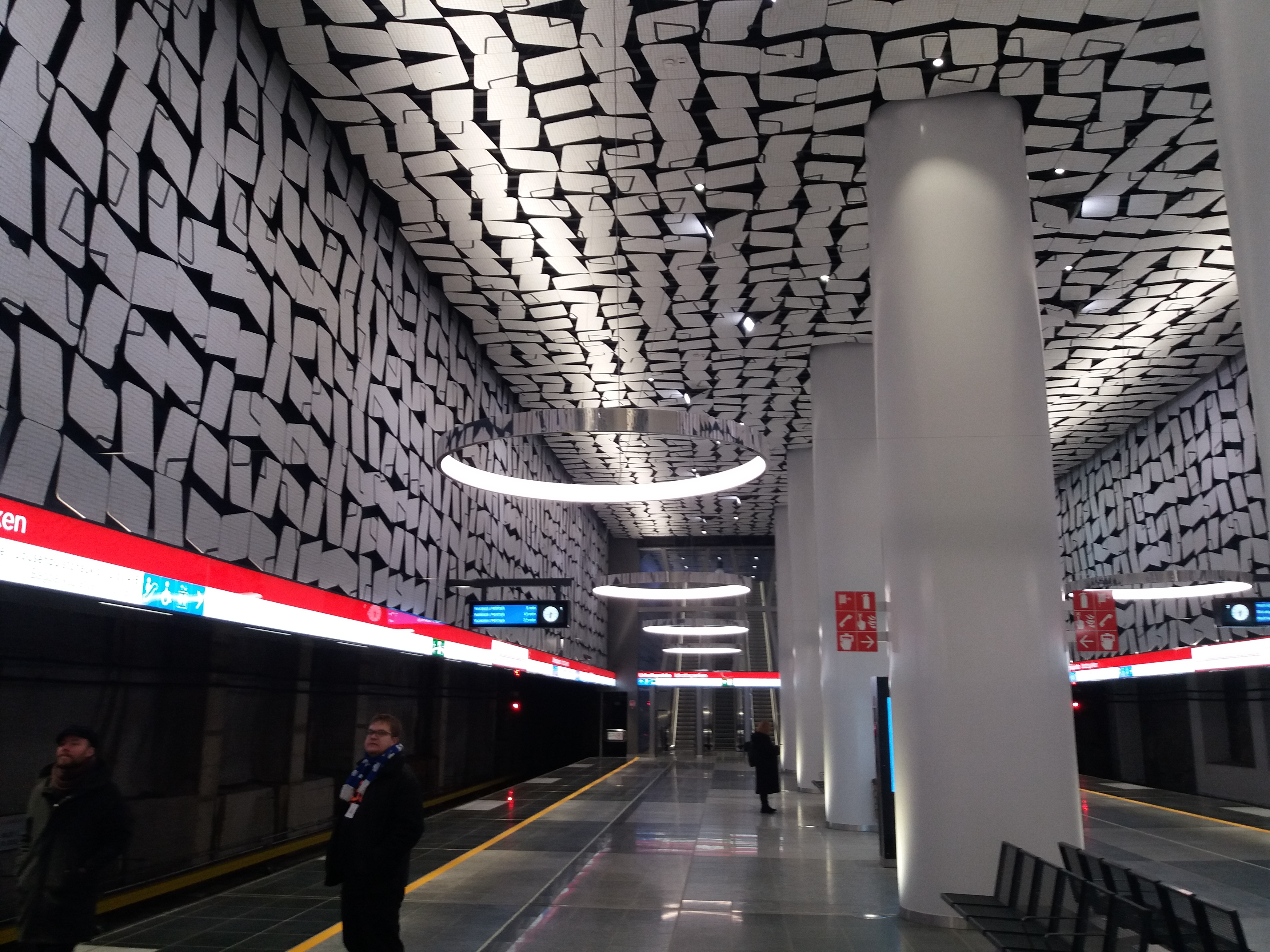
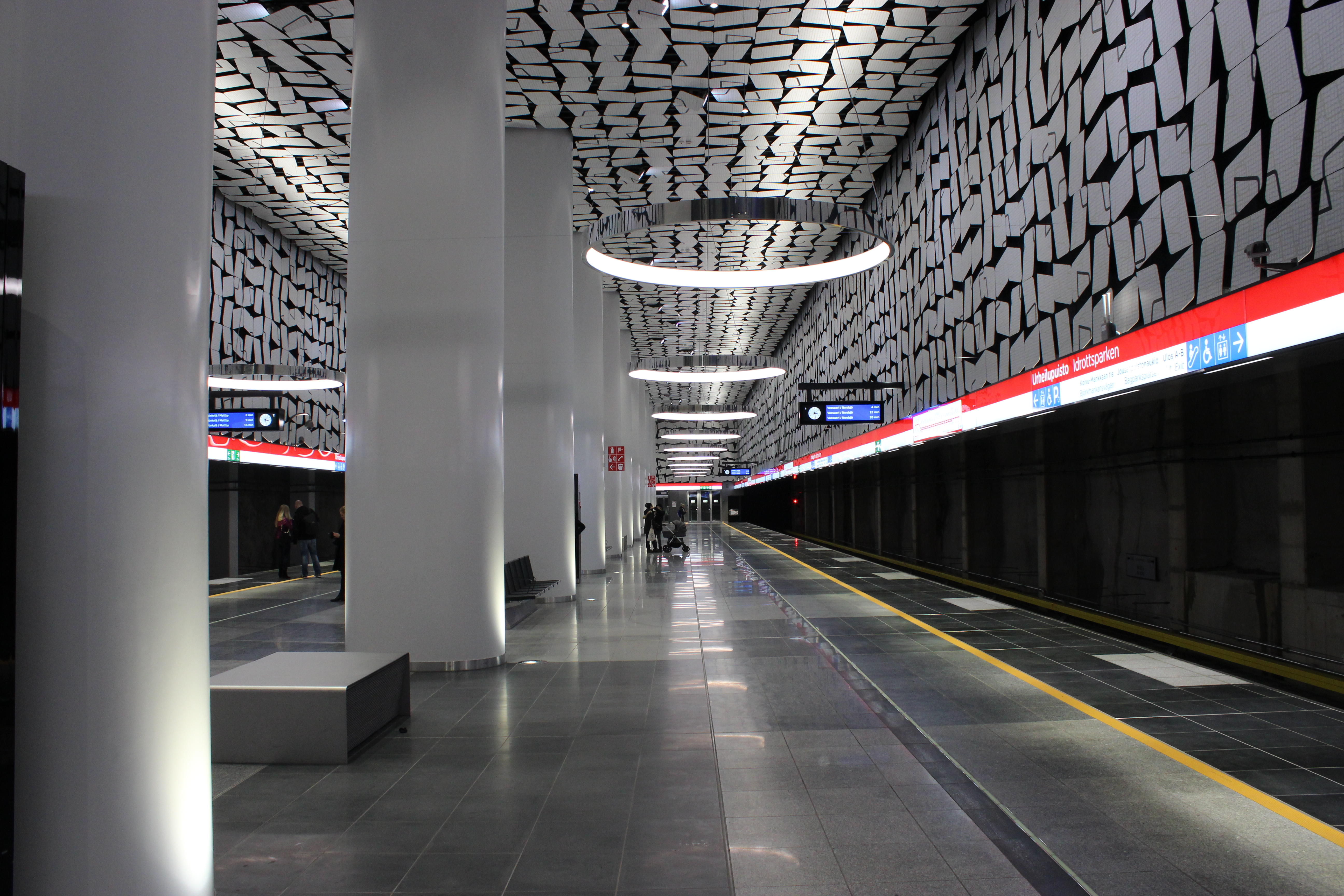
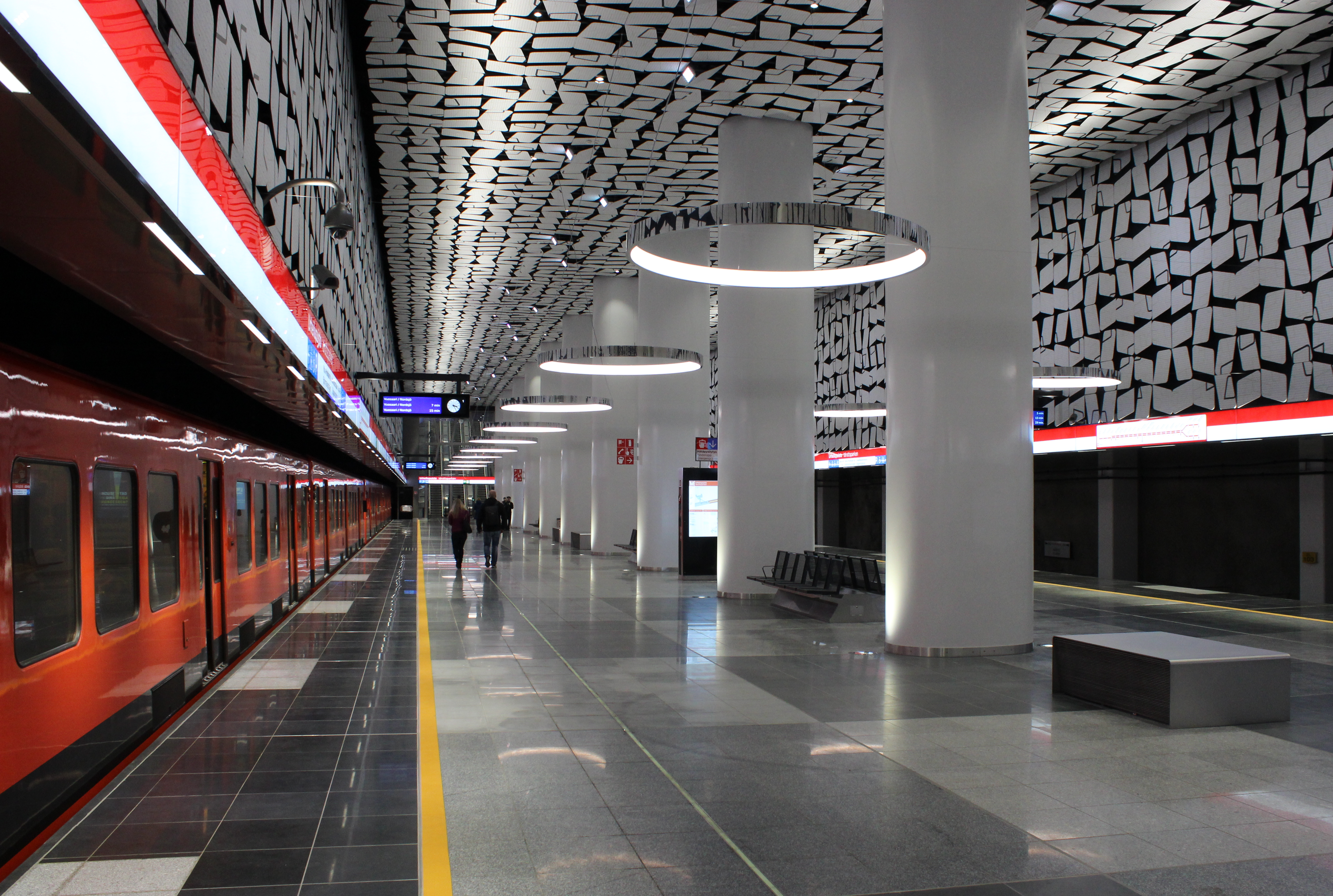

### Intermodalité
À proximité des arrêts de bus sont desservis par plusieurs lignes.

## À proximité
- Tapiolan Urheilupuisto